# 西巻賢二
西巻 賢二（にしまき けんじ、1999年4月22日 - ）は、福島県会津若松市出身のプロ野球選手（内野手・育成選手）。右投右打。横浜DeNAベイスターズ所属。

## 経歴

### プロ入り前
会津若松市立小金井小学校2年時から小金井ブレーブスで野球を始め、4年時から小名浜少年野球教室、6年時には東北楽天ゴールデンイーグルスのジュニアチームに所属した。
小学校を卒業した後に、宮城県仙台市の秀光中等教育学校へ進学。軟式野球部で3年時に全国制覇を達成した。前期課程の3年間を修了した後に、系列校の仙台育英高校へ進学した。
仙台育英高校では、1年時春からベンチ入りを果たすと、夏には2学年先輩の佐藤世那、平沢大河、郡司裕也などと共に第97回全国高等学校野球選手権大会で準優勝。途中出場ながら決勝まで全試合に出場し、秋田商業高校との準々決勝では成田翔、東海大相模高校との決勝では小笠原慎之介から安打を放った。1年時の秋から正遊撃手へ定着すると、2年時の秋から主将へ就任、3年時には、第89回選抜高等学校野球大会と第99回全国高等学校野球選手権大会で甲子園球場に再び登場した。夏の選手権大会準々決勝で中村奨成擁する広陵高校に敗れたが、大会後の2017 WBSC U-18ワールドカップに日本代表として出場。在学中は、甲子園球場の全国大会で春夏を通じて11試合に出場し、打率.304（23打数7安打）、1打点という成績を残した。
2017年のNPBドラフト会議で、東北楽天ゴールデンイーグルスから6巡目で指名され、11月9日に契約金2000万円、年俸500万円（金額は推定）という条件で入団した。背番号は67。

### 楽天時代

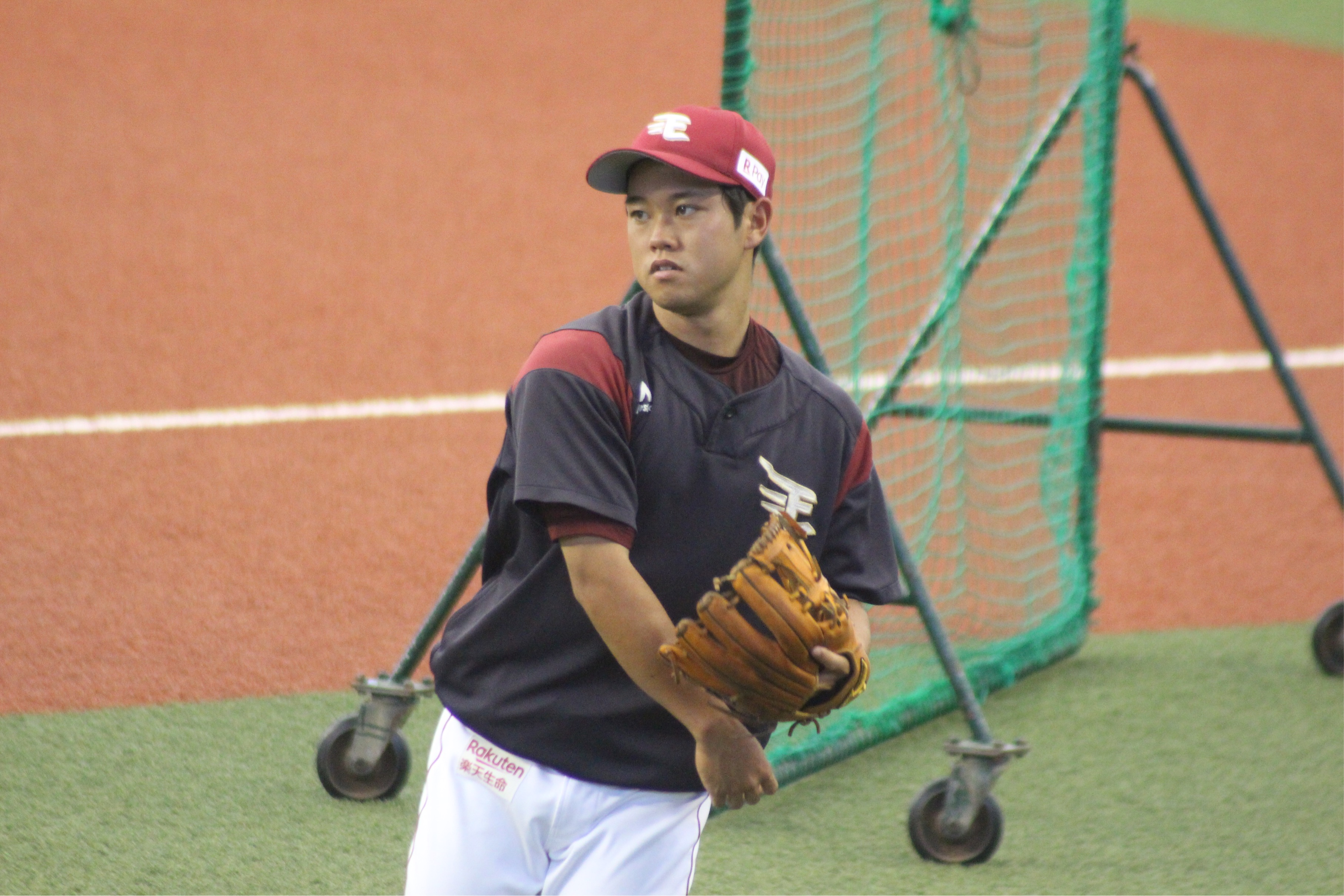
東北楽天ゴールデンイーグルス時代
（2019年8月6日）

2018年には、春季キャンプから一軍へ帯同すると、オープン戦11試合に出場。レギュラーシーズンの開幕は二軍で迎えたが、6月17日の対阪神タイガース戦（楽天生命パーク宮城）8回表から遊撃手として一軍公式戦にデビュー。後に1試合出場しただけで出場選手登録を抹消されたが、抹消後の7月12日のフレッシュオールスターゲーム（弘前市はるか夢球場）にイースタン・リーグ選抜の一員として途中から出場した。藤田一也の故障に伴って、8月4日から一軍へ復帰。同月8日の対北海道日本ハムファイターズ戦（札幌ドーム）に「9番・二塁手」として初めてスタメンに起用されると、3回表に迎えた一軍公式戦初打席で村田透から安打を放った。楽天の高卒新人選手が一軍公式戦の初打席で安打を放った事例は、西巻が初めてである。さらに、茂木栄五郎も故障で戦線を離脱してからは、手薄な二遊間を埋めるべく先発出場の機会が増加。一時は、3割以上の打率を記録した。一軍公式戦には、通算で25試合に出場。シーズン終盤に打率を.247まで落としたものの、ドラフト会議での下位指名を経て高卒で入団した野手としては及第点の実績を残した。
2019年には、春季キャンプのスタートを二軍で迎え、レギュラーシーズンの大半を二軍で過ごした。7月11日のフレッシュオールスターゲーム（楽天生命パーク）に、前年に続いて同リーグ選抜で途中から出場している。一軍公式戦への出場はわずか2試合（1打席）のみにとどまったが、イースタン・リーグ公式戦にはチームトップの106試合に出場。リーグの規定打席へ到達し、打率.233、1本塁打、25打点を記録した。打率はリーグ15位であったが、8月以降は打率.373を記録するなど存在感を放った。シーズン中は大きな故障に見舞われず、イースタン・リーグ公式戦でもチームトップの出場機会を得ていたが、秋季練習期間中の10月18日に球団から支配下選手契約の解除を通告された。「チーム編成上の措置」として育成契約への切り替えが打診されたため、通告の直後には「NPBの他球団から支配下登録選手として獲得する旨のオファーがなければ、育成選手として楽天に残留する」という意向を表明。秋季練習への参加も続けていたが、11月13日から千葉ロッテマリーンズの秋季キャンプへ参加し、3日間の予定で入団テストに臨んだ。

### ロッテ時代
2019年11月14日に、ロッテの入団テストに合格し、支配下登録選手として入団することが発表された。仙台育英高校時代の先輩である平沢とチームメイトになり、入団が決まった直後には、「テストに合格したことも、憧れの（平沢）大河さんとまた同じチームで野球ができることも嬉しい」とコメントした。12月2日付でNPBから自由契約選手として公示され、ロッテとの間で支配下選手契約を正式に締結した。背番号は68。
2020年の開幕は二軍で迎えたが、腰の張りで登録抹消となったブランドン・レアードに代わって8月5日に一軍に移籍後初昇格し、同日のオリックス・バファローズ戦（京セラドーム大阪）で中村奨吾の代打として移籍後初出場を果たすも、セカンドゴロに倒れた。8月23日に登録抹消となったが、10月6日、一軍選手複数名が新型コロナウイルス陽性判定を受けて離脱したことにより、「感染拡大防止特例2020」の代替指名選手として一軍再昇格を果たすと、10月9日の福岡ソフトバンクホークス戦（福岡PayPayドーム）で「9番・遊撃手」として移籍後初先発出場。起用に応え、第2打席でマット・ムーアからセンター前へ移籍後初安打を放った。その後も「9番・遊撃手」として先発出場を続けアピールしたが、10月20日に正遊撃手の藤岡裕大が復帰したことにより、10月22日に出場選手登録を抹消され、その後は一軍に上がることなくレギュラーシーズンを終えた。イースタン・リーグには54試合に出場し、打率.236を記録した。
2021年は、イースタン・リーグではチームトップの101試合に出場し、チーム3番目の打席数で、打率.249、1本塁打、16盗塁を記録したが、一軍出場はゼロに終わった。
2022年はイースタン・リーグではチームトップの97試合に出場し、打率.242、2本塁打、18盗塁を記録。守備では外野手としても起用された。2年ぶりに一軍公式戦に出場したが、僅か2試合の出場に留まり、10月22日に球団より翌年の契約を結ばない旨を通知したと発表された。現役続行を目指して11月8日には12球団合同トライアウトに参加し、シート打撃で4打席に立って、無安打、1四球の内容だった。

### DeNA時代
2022年11月15日、横浜DeNAベイスターズが育成選手として獲得したことを発表した。背番号は129。
2023年は、イースタン・リーグにおいて、4月27日時点で18試合の出場で打率.250を記録し、同日に支配下登録されたことが発表された。背番号は67。翌28日の中日ドラゴンズ戦から一軍出場選手登録をされ、7試合に出場するもヒットを打てないまま5月18日に登録を抹消された。その後はシーズン終了までイースタン・リーグでの出場が続き、100試合で打率.248、2本塁打、16盗塁の成績を収めた。
2024年は開幕一軍入りを果たしたが、出場機会のないまま、4月3日に選手登録抹消となった。その後一軍への昇格は無かった。イースタン・リーグには84試合の出場で、打率.234、2本塁打、5盗塁の成績に留まり、11月15日に育成選手契約へと移行になった。背番号は129に戻る。
2025年の春季キャンプはB班スタートだったが、2月13日よりA班に合流した。

## 選手としての特徴
シュアな打撃と50メートル6秒1の俊足、そして安定した守備が武器の内野手（外野手もこなせるユーティリティー性も持ち合わせる）。高校時代は投手としても活躍した。

## 人物
愛称は「まき」、「賢ちゃん」。
東北楽天ゴールデンイーグルスジュニア出身者では初めてのプロ野球選手である。
2018年シーズン終盤の記事によると、静物画と硬筆が得意で、自分の目で見ている物を手本に描き出すことは向いているが逆に何もない所から頭でイメージして書くことは苦手としている。ただ得意なのはそれだけであったため学生時代は美術の成績はそれほどよくなかった。
ルービックキューブを揃えられる。

## 詳細情報

### 年度別打撃成績
| 年 度     | 球 団     | 試 合 | 打 席 | 打 数 | 得 点 | 安 打 | 二 塁 打 | 三 塁 打 | 本 塁 打 | 塁 打 | 打 点 | 盗 塁 | 盗 塁 死 | 犠 打 | 犠 飛 | 四 球 | 敬 遠 | 死 球 | 三 振 | 併 殺 打 | 打 率 | 出 塁 率 | 長 打 率 | O P S |
| --------- | --------- | ----- | ----- | ----- | ----- | ----- | -------- | -------- | -------- | ----- | ----- | ----- | -------- | ----- | ----- | ----- | ----- | ----- | ----- | -------- | ----- | -------- | -------- | ----- |
| 2018      | 楽天      | 25    | 82    | 77    | 4     | 19    | 3        | 0        | 0        | 22    | 3     | 0     | 0        | 2     | 0     | 3     | 0     | 0     | 18    | 1        | .247  | .275     | .286     | .561  |
| 2019      | 楽天      | 2     | 1     | 1     | 0     | 0     | 0        | 0        | 0        | 0     | 0     | 0     | 0        | 0     | 0     | 0     | 0     | 0     | 1     | 0        | .000  | .000     | .000     | .000  |
| 2020      | ロッテ    | 11    | 19    | 16    | 2     | 4     | 1        | 0        | 0        | 5     | 0     | 0     | 1        | 1     | 0     | 2     | 0     | 0     | 6     | 0        | .250  | .333     | .313     | .646  |
| 2022      | ロッテ    | 2     | 1     | 0     | 0     | 0     | 0        | 0        | 0        | 0     | 0     | 0     | 0        | 0     | 0     | 1     | 0     | 0     | 0     | 0        | ----  | 1.000    | ----     | ----  |
| 2023      | DeNA      | 7     | 4     | 3     | 1     | 0     | 0        | 0        | 0        | 0     | 0     | 0     | 0        | 1     | 0     | 0     | 0     | 0     | 2     | 0        | .000  | .000     | .000     | .000  |
| 通算：5年 | 通算：5年 | 47    | 107   | 97    | 7     | 23    | 4        | 0        | 0        | 27    | 3     | 0     | 1        | 4     | 0     | 6     | 0     | 0     | 27    | 1        | .237  | .282     | .278     | .560  |

- 2024年度シーズン終了時

### 年度別守備成績
| 年 度 | 球 団  | 二塁  | 二塁  | 二塁  | 二塁  | 二塁  | 二塁     | 三塁  | 三塁  | 三塁  | 三塁  | 三塁  | 三塁     | 遊撃  | 遊撃  | 遊撃  | 遊撃  | 遊撃  | 遊撃     |
| 年 度 | 球 団  | 試 合 | 刺 殺 | 補 殺 | 失 策 | 併 殺 | 守 備 率 | 試 合 | 刺 殺 | 補 殺 | 失 策 | 併 殺 | 守 備 率 | 試 合 | 刺 殺 | 補 殺 | 失 策 | 併 殺 | 守 備 率 |
| ----- | ------ | ----- | ----- | ----- | ----- | ----- | -------- | ----- | ----- | ----- | ----- | ----- | -------- | ----- | ----- | ----- | ----- | ----- | -------- |
| 2018  | 楽天   | 6     | 8     | 5     | 1     | 2     | .929     | -     | -     | -     | -     | -     | -        | 20    | 20    | 34    | 3     | 6     | .947     |
| 2019  | 楽天   | -     | -     | -     | -     | -     | -        | -     | -     | -     | -     | -     | -        | 2     | 1     | 0     | 0     | 0     | 1.000    |
| 2020  | ロッテ | 3     | 1     | 1     | 0     | 0     | 1.000    | -     | -     | -     | -     | -     | -        | 7     | 6     | 10    | 2     | 3     | .889     |
| 2022  | ロッテ | 1     | 0     | 3     | 0     | 0     | 1.000    | -     | -     | -     | -     | -     | -        | -     | -     | -     | -     | -     | -        |
| 2023  | DeNA   | -     | -     | -     | -     | -     | -        | 1     | 0     | 0     | 0     | 0     | ----     | -     | -     | -     | -     | -     | -        |
| 通算  | 通算   | 10    | 9     | 9     | 1     | 2     | .947     | 1     | 0     | 0     | 0     | 0     | ----     | 29    | 27    | 44    | 5     | 9     | .934     |

- 2024年度シーズン終了時

### 記録
初記録
- 初出場：2018年6月17日、対阪神タイガース3回戦（楽天生命パーク宮城）、8回表に今江年晶に代わり遊撃手で出場
- 初先発出場：2018年8月8日、対北海道日本ハムファイターズ15回戦（札幌ドーム）、「9番・二塁手」で先発出場
- 初打席、初安打：同上、3回表に村田透から左前安打
- 初打点：2018年8月9日、対北海道日本ハムファイターズ16回戦（札幌ドーム）、8回表に玉井大翔から左翼線2点適時二塁打

### 背番号
- 67（2018年[6] - 2019年、2023年4月28日[30] - 2024年）
- 68（2020年[17] - 2022年）
- 129（2023年[29] - 同年4月27日、2025年[38] - ）

### 登場曲
- 「ココロオドル」nobodyknows+（2018年）
- 「HIGH G.K LOW 〜ハジケロ〜」Greeeen（2019年）
- 「まなざし」Honey L Days（2020年 - ）

### 代表歴
- 2017 WBSC U-18ワールドカップ